# Gisella Sofio
Gisella Sofio (Milano, 19 febbraio 1931 – Roma, 27 gennaio 2017) è stata un'attrice italiana.

## Biografia
Figlia di un conte anglo-egiziano, sposò l'avvocato Maurizio Gajo, dal quale nel 1953 ebbe Roberto. A sedici anni aveva esordito nella rivista Il Tevere blu, nonostante le resistenze della famiglia. Nei primi anni cinquanta debuttò nel film Accidenti alle tasse!! (1951) di Mario Mattoli. Bionda, elegante, dotata di una spiccata vis comica, Gisella Sofio ebbe una carriera lunga e proficua, divisa tra teatro (partecipa a numerose pièce, tra cui la commedia musicale Enrico '61 di Garinei e Giovannini), cinema (lavora con registi come Vittorio De Sica, Luigi Comencini, Michelangelo Antonioni e Pupi Avati) e televisione (lavora per Carosello e per molti varietà televisivi, ma anche con Cochi e Renato nella fiction Nebbia in Valpadana). Morì a Roma il 27 gennaio 2017. Il suo ultimo film, Il crimine non va in pensione, uscì il 15 giugno 2017.

## Filmografia

### Cinema

Gisella Sofio nel film La liceale (1975)

- Accidenti alle tasse!!, regia di Mario Mattoli (1951)
- Il padrone del vapore, regia di Mario Mattoli (1951)
- Il microfono è vostro, regia di Giuseppe Bennati (1951)
- Viva il cinema!, regia di Giorgio Baldaccini e Enzo Trapani (1952)
- Buongiorno, elefante!, regia di Gianni Franciolini (1952)
- Er fattaccio, regia di Riccardo Moschino (1952)
- Viva la rivista!, regia di Enzo Trapani (1953)
- La signora senza camelie, regia di Michelangelo Antonioni (1953)
- Cronaca di un delitto, regia di Mario Sequi (1953)
- Una donna prega, regia di Anton Giulio Majano (1953)
- Sul ponte dei sospiri, regia di Antonio Leonviola (1953)
- Rascel-Fifì, regia di Guido Leoni (1957)
- Ballerina e Buon Dio, regia di Antonio Leonviola (1958)
- Via col... paravento, regia di Mario Costa (1958)
- Caporale di giornata, regia di Carlo Ludovico Bragaglia (1958)
- Il nemico di mia moglie, regia di Gianni Puccini (1959)
- Destinazione Sanremo, regia di Domenico Paolella (1959)
- Quel tesoro di papà, regia di Marino Girolami (1959)
- La cento chilometri, regia di Giulio Petroni (1959)
- I mafiosi, regia di Roberto Mauri (1959)
- Spavaldi e innamorati, regia di Ennio Girolami (1959)
- Perfide ma... belle, regia di Giorgio Simonelli (1958)
- Femmine di lusso, regia di Giorgio Bianchi (1960)
- A qualcuna piace calvo, regia di Mario Amendola (1960)
- Gordon, il pirata nero, regia di Mario Costa (1961)
- Lo smemorato di Collegno, regia di Sergio Corbucci (1962)
- L'assassino si chiama Pompeo, regia di Marino Girolami (1962)
- Il telefono consolatore, episodio di Gli amanti latini, regia di Mario Costa (1965)
- Vacanze sulla neve, regia di Filippo Walter Ratti (1966)
- La vuole lui... lo vuole lei, regia di Mario Amendola (1967)
- Storia di una donna, regia di Leonardo Bercovici (1970)
- La ragazza del prete, regia di Domenico Paolella (1970)
- La liceale, regia di Michele Massimo Tarantini (1975)
- L'insegnante viene a casa, regia di Michele Massimo Tarantini (1978)
- L'insegnante al mare con tutta la classe, regia di Michele Massimo Tarantini (1980)
- Voltati Eugenio, regia di Luigi Comencini (1980)
- Gian Burrasca, regia di Pier Francesco Pingitore (1982)
- Italiani a Rio, regia di Michele Massimo Tarantini (1987)
- Caino e Caino, regia di Alessandro Benvenuti (1993)
- Peggio di così si muore, regia di Marcello Cesena (1995)
- Simpatici & antipatici, regia di Christian De Sica (1998)
- Cucciolo, regia di Neri Parenti (1998)
- Incontri proibiti, regia di Alberto Sordi (1998)
- La cura del gorilla, regia di Carlo A. Sigon (2006)
- Fuoco su di me, regia di Lamberto Lambertini (2006)
- No problem, regia di Vincenzo Salemme (2008)
- Torno a vivere da solo, regia di Jerry Calà (2008)
- Loop, regia di Valentina Tomada – cortometraggio (2008)
- Alice, regia di Oreste Crisostomi (2010)
- Matrimonio a Parigi, regia di Claudio Risi (2011)
- La peggior settimana della mia vita, regia di Alessandro Genovesi (2011)
- Il cuore grande delle ragazze, regia di Pupi Avati (2011)
- Il principe abusivo, regia di Alessandro Siani (2013)
- A casa, regia di Valentina Tomada – cortometraggio (2015)
- Il crimine non va in pensione, regia di Fabio Fulco (2017)

### Televisione
- L'Alfiere, regia di Anton Giulio Majano – miniserie TV (1956)
- Delitto impossibile, regia di Sergio Velitti – film TV (1967)
- Tutto Totò – serie TV, episodio 1x02 (1967)
- Se te lo raccontassi, regia di Bruno Corbucci – miniserie TV (1968)
- Il triangolo rosso – serie TV, episodi 1x03, 2x05 (1967-1969)
- All'ultimo minuto – serie TV, episodio 3x02 (1973)
- Un uomo da ridere, regia di Lucio Fulci – miniserie TV (1980)
- Ferragosto OK, regia di Sergio Martino – miniserie TV (1986)
- La famiglia Brandacci, regia di Sergio Martino – miniserie TV (1987)
- E non se ne vogliono andare!, regia di Giorgio Capitani – miniserie TV (1988)
- E se poi se ne vanno?, regia di Giorgio Capitani – miniserie TV (1989)
- Ti ho adottato per simpatia, regia di Paolo Fondato – miniserie TV (1991)
- Teo, regia di Cinzia TH Torrini – film TV (1997)
- Un nero per casa, regia di Gigi Proietti – film TV (1998)
- Nebbia in Valpadana, regia di Felice Farina – serie TV (2000)
- Le ragazze di Miss Italia, regia di Dino Risi – film TV (2002)
- Ricomincio da me, regia di Rossella Izzo – miniserie TV (2005-2006)
- Provaci ancora prof! – serie TV, episodio 2x05 (2007)
- Fratelli Benvenuti – serie TV, episodio 1x04 (2010)
- Distretto di Polizia – serie TV, episodio 11x20 (2011)
- Un matrimonio, regia di Pupi Avati – miniserie TV (2013)
- Don Matteo 10 – serie TV, episodio 10x10 (2016)
- Tutto può succedere – serie TV (2017)

## Teatro

### Commedia musicale
- Enrico '61 di Garinei e Giovannini, prima nazionale al Teatro Lirico di Milano, il 26 novembre 1961.

## Prosa televisiva Rai
- Caviale e lenticchie, di Giulio Scarnicci e Renzo Tarabusi, regia di Gennaro Magliulo, trasmesso il 26 dicembre 1964.

## Programmi TV

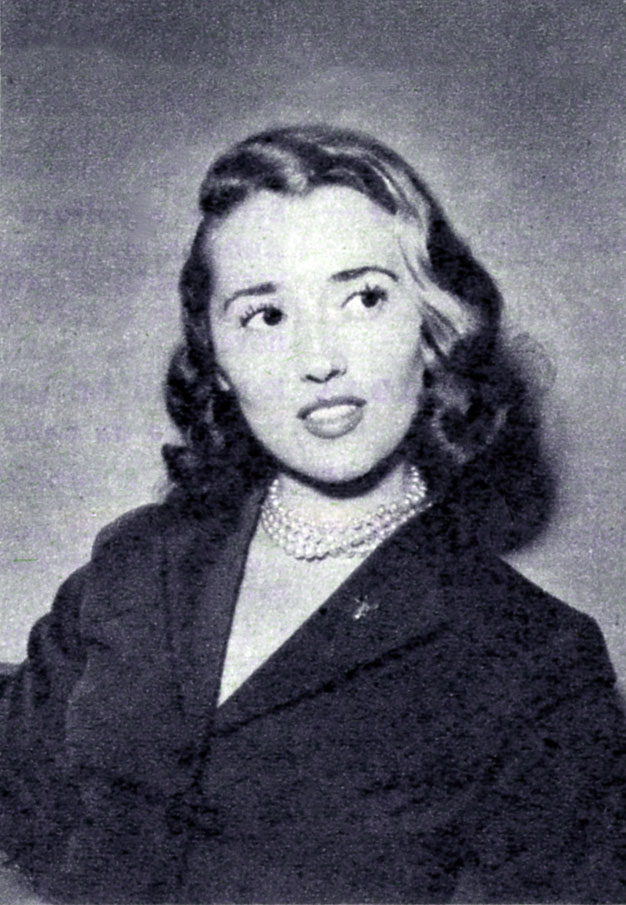
Gisella Sofio nello spettacolo Hotel Folies del 1957

- Hotel Folies (Programma Nazionale, 1957)
- Biblioteca di Studio Uno (Programma Nazionale, 1964)
- Il pranzo è servito, comparsa, accanto a Corrado, in alcune scenette nei panni della filippina svizzera (Canale 5, anni '80)

## Radio

### Varietà Radio Rai
- Il gioco della dama, partita radiofonica fra molte dame e pochi cavalieri, con Isa Bellini, Lidia Pasqualini e Gisella Sofio, trasmessa giugno 1955
- No, No, Nanette, operetta di Mandel, Harbach,  Caesar, musica di Vincent Youmans, trasmessa il 19 maggio 1955
- Una vacanza per due, varietà con Gianrico Tedeschi e Gisella Sofio, testi di Maurizio Jurgens, regia di Federico Sanguigni trasmesso il 10 giugno 1962
- Per noi adulti, presentato con Carlo Loffredo e Lori Randi, regia di Enrico Di Paola (Secondo Programma, 1976)
- Il vostro amico Totò, presentato con Totò (1967)

## Doppiatrici italiane
- Adriana Parrella ne Il microfono è vostro[2]
- Rita Savagnone in Gordon, il pirata nero